# Суркинский сельсовет
Суркинский сельсовет — муниципальное образование со статусом сельского поселения в Наровчатском районе Пензенской области Российской Федерации.
Административный центр — село Телешовка.

## История
Статус и границы сельского поселения установлены Законом Пензенской области от 2 ноября 2004 года № 690-ЗПО «О границах муниципальных образований Пензенской области».

## Население
| 2002 | 2010 | 2012 | 2013 | 2014 | 2015 | 2016 |
| ---- | ---- | ---- | ---- | ---- | ---- | ---- |
| 801  | ↘624 | ↘610 | ↘590 | ↘569 | ↘543 | ↘526 |
| 2017 | 2018 | 2021 |      |      |      |      |
| ↘521 | ↘511 | ↘464 |      |      |      |      |

## Состав сельского поселения
| № | Населённый пункт | Тип населённого пункта       | Население |
| - | ---------------- | ---------------------------- | --------- |
| 1 | Паны             | село                         | ↘279      |
| 2 | Суркино          | село                         | ↘183      |
| 3 | Телешовка        | село, административный центр | ↘162      |